# Viktor Andrén
Viktor Andrén, född 17 februari 1994 i Mariestad, är en svensk professionell ishockeymålvakt.

## Meriter
- 2018 - SM-guld med Växjö Lakers HC